# Баритові руди
Бари́тові ру́ди — природні мінеральні утворення, що містять барит в таких концентраціях, при яких технічно можливо і економічно доцільне його вилучення та використання.
Родовища баритових руд поділяються на власне баритові і комплексні, переважно сульфідно-баритові.
До перших належать ті, в яких барит є єдиним або найголовнішим корисним компонентом.

## Класифікація
Власне баритові руди за мінеральним складом поділяються на істотно баритові, кварц-баритові, кальцит-баритові та ін. У вигляді домішок в них присутні оксид заліза, сульфіди свинцю, цинку, міді, золото; концентрації останніх можуть досягати значень, що являють інтерес при комплексній переробці руд. До складу баритових руд може входити вітерит — до декількох десятків %. Встановлені світові запаси власне баритових руд, складають близько 300 млн т (1980).
Комплексні баритові руди поділяються на барито-флюоритові, барито-колчеданні, барито-поліметалічні, барито-целестинові та ін.
За умовами утворення виділяються такі генетичні типи родовищ баритових руд:
- гідротермальні, середньо- і низькотемпературні, серед яких розрізняють жильні (найпоширеніші),
- метасоматичні;
- родовища вивітрювання елювіальні і делювіальні розсипи.

Все більшого значення набувають стратиформні родовища.

## Родовища
В Україні скупчення баритових руд розвідане на Біганському родовищі у Закарпатській області. Верхня товща містить власне баритові руди, а нижня — комплексні руди.

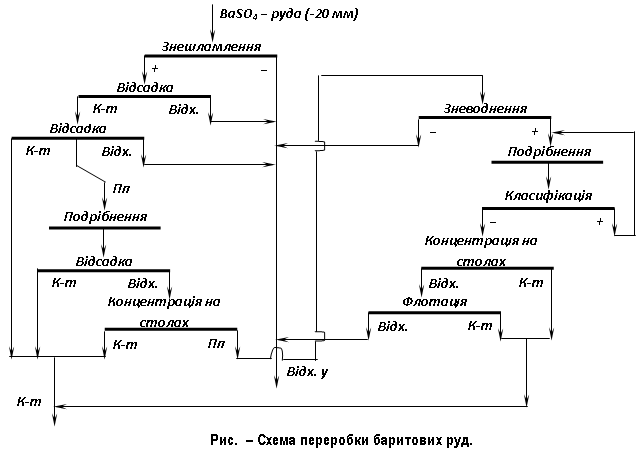

## Переробка баритових руд
Технологічна схема переробки баритових руд (рис. ) включає дві-три стадії дроблення, відсадку, концентрацію на столах і флотацію.